# Nánza
Nánza, également connu sous le nom de Fort Ponca, est le site archéologique d'un ancien village ponca situé non loin de la ville actuelle de Niobrara dans l'État du Nebraska aux États-Unis. Occupé entre 1790 et 1800 environ, il s'agissait d'un village fortifié composé de huttes de terre établi au sommet d'une colline dominant les vallées de Ponca Creek et du Missouri. Le site fut mis au jour en 1936 par Perry Newell et a été classé au Registre national des lieux historiques en 1973.

## Situation
Le site est situé sur la rive sud de Ponca Creek, non loin de son point de confluence avec le Missouri, à une dizaine de kilomètres au nord-ouest de la ville de Niobrara dans le comté de Knox, au Nebraska.